# Calamoclostes oculeus
Calamoclostes oculeus är en insektsart som beskrevs av Ross 2001. Calamoclostes oculeus ingår i släktet Calamoclostes och familjen Archembiidae. Inga underarter finns listade i Catalogue of Life.